# Катя Попова
Катя Асенова Попова е българска оперна певица (сопран).

## Биография
Родена е на 21 януари 1924 г. в Плевен в семейство с музикални интереси, по-малката ѝ сестра Диана Попова също е певица и работи в Софийската оперета. От ранна възраст свири на пиано и участва в училищни оперети, а през 1947 г. завършва пеене в Държавната музикална академия – София, в класа на Мара Цибулка. Съществен принос за формирането на изпълнителското и сценичното ѝ поведение имат Асен Димитров и Катя Спиридонова.
Попова дебютира в Софийската опера на 3 ноември 1947 г. в малката роля на Есмералда в „Продадена невеста“ от Бедржих Сметана, а малко по-късно изнася и първия си самостоятелен концерт. През 1955 – 1956 г. прави специализация в Болшой театър в Москва, където работи с вокалния педагог Сергей Мигай и режисьора Борис Покровски. Престоя си в Съветския съюз завършва с голямо турне в цялата страна.
Катя Попова изпълнява с успех централни партии в опери на Шарл Гуно, Джакомо Пучини, Жул Масне, Пьотър Чайковски в „Болшой театър“, „Гранд опера“, „Опера комик“ в Париж, в оперните театри в Белград, Нови Сад, Скопие, Прага, Виена, Атина, Ленинград, Киев, Одеса, Свердловск, Харков и др.
Носителка на много награди от музикални конкурси, сред които I награда от IV световен младежки фестивал в Букурещ (1953), II награда на Международния музикален конкурс в Прага (1954). Наградена е с орден „Червено знаме на труда“ и „Народна република България“ – III степен (1959). През същата година е удостоена и с Димитровска награда – I степен за ролите си на Наташа във „Война и мир“ и Маргарита във „Фауст“.
През 1957 г. Попова за пръв път пее в „Опера комик“, а през 1959 г. – и в „Гран опера“, като през този период работи редовно в Париж, участва в концерти и оперни постановки в различни градове на Европа, както и в Япония. Заместник-председател е на казионния Съюз на българските музикални и танцови дейци и съдейства активно за създаването на фестивала „Софийски музикални седмици“, Плевенския симфоничен оркестър и Плевенската опера. Последното ѝ представление е в ролята на Мими в „Бохеми“ на Джакомо Пучини в премиера на нова постановка на Софийската опера на 20 ноември 1966 г.
Катя Попова загива на 24 ноември 1966 г. при самолетната катастрофа край Братислава на Полет LZ101 на ТАБСО, пътуващ от София за Прага.

## Памет
През 1970 г. е реализиран документален филм „Катя Попова“, който е портрет от рубриката „Именити български изпълнители“. Режисьор: Магда Каменова.